# Heterotaxis brasiliensis
Heterotaxis brasiliensis är en orkidéart som först beskrevs av Friedrich Gustav Brieger och Rolf Dieter Illg, och fick sitt nu gällande namn av Fábio de Barros. Heterotaxis brasiliensis ingår i släktet Heterotaxis och familjen orkidéer. Inga underarter finns listade i Catalogue of Life.